# Rue Baulant
La rue Baulant est une voie située dans le 12e arrondissement de Paris, en France.

## Origine du nom
Elle porte le nom d'un propriétaire local, comme d'autres voies de Paris.

## Historique
Cette voie, indiquée sur le plan de Paris de Jean Delagrive, datant de 1728, sous le nom de « ruelle des Jardiniers », devint en 1875 le « passage Baulant », puis, devenu rue, celui de « rue Baulant ».